# Karzajhal
Karzajhal (arab. قرزيحل) – miejscowość w Syrii, w muhafazie Aleppo. W 2004 roku liczyła 1548 mieszkańców.